# Monster 4x4: Masters of Metal
Monster 4x4: Masters of Metal è un videogioco di guida di monster truck sviluppato e pubblicato dalla Ubisoft. È stato realizzato utilizzando la licenza della serie USHRA Monster Jam su cui è vagamente ispirato, ed utilizza reali monster truck come il Grave Digger ed il Maximum Destruction.